# Falsomesosella rufovittata
Falsomesosella rufovittata är en skalbaggsart som beskrevs av Stefan von Breuning 1938. Falsomesosella rufovittata ingår i släktet Falsomesosella och familjen långhorningar.
Artens utbredningsområde är Nepal. Inga underarter finns listade i Catalogue of Life.